# بایرون گواما
بایرون گواما (انگلیسی: Byron Guamá؛ زادهٔ ۱۴ ژوئن ۱۹۸۵) یک دوچرخه‌سوار اهل اکوادور است.
از افتخارات وی میتوان به کسب مدال برنز دوچرخه‌سواری جاده در بازی‌های آمریکای جنوبی ۲۰۱۰ اشاره کرد.